# بزمجه نیل
 بزمجه نیل(نام علمی: Varanus niloticus) نام یک گونه از سرده بزمجه است.